# Mimosa arenosa
Mimosa arenosa es una especie de arbusto en la familia de las Fabaceae. 

## Descripción
Son árboles o arbustos, que alcanzan un tamaño de 3–12 m de alto, las ramas son estriadas, ligeramente puberulentas y con puntos resinosos rojizos, glabrescentes, con aguijones dispuestos irregularmente en los entrenudos a inermes. Pinnas 2–11 pares; folíolos 15–35 pares, oblicuamente lineares a linear-oblongos, 2.5–4 mm de largo y 0.5–1 mm de ancho, ápice agudo a obtuso, margen ciliado a liso, glabros; pecíolos inermes, estípulas subuladas a lanceoladas, glabras. Racimos 3–7 cm de largo, laxos, axilares y en ramas paniculiformes, brácteas 1/4–1/3 de la longitud de la corola; cáliz campanulado, 1/4 de la longitud de la corola, glabro, margen ciliado; corola 4-lobada, glabra, blanca; estambres 8. Fruto linear-oblongo, 3.5–5.5 cm de largo y 5–7 mm de ancho, con 5–11 artículos, ápice agudo a apiculado o acuminado a rostrado, valvas glabras, con nervadura conspicua y con puntos resinosos escasos, margen inerme, estipitado; semillas lenticulares, 5.4–5.5 mm de largo, 4.1–4.6 mm de ancho y 0.6–0.7 mm de grueso, la testa lisa, café, la línea fisural 1/4 de la longitud de la semilla.

## Distribución y hábitat
Es una especie rara, que se encuentra  en las sabanas, en México, Nicaragua, Colombia, Venezuela, Brasil y República Dominicana.

## Taxonomía
Mimosa arenosa fue descrita por (Willd.) Poir.  y publicado en Encyclopédie Méthodique. Botanique ... Supplément 1(1): 66. 1810.
Etimología
Mimosa: nombre genérico derivado del griego μιμος (mimos), que significa "imitador"
arenosa: epíteto latino que significa "con arena".
Sinonimia
- Acacia arenosa Willd.	basónimo
- Acacia malacocentra Mart.
- Mimosa arenosa var. lysalgica Barneby
- Mimosa fasciculata var. ernestiana Kuntze
- Mimosa malacocentra (Mart.) Benth.
- Mimosa malacocentra var. angustifolia Benth.
- Mimosa xantholasia Benth.[4]

## Nombres comunes
En Venezuela se conoce como cují y narauli, en Nicaragua como tepehüiste.